# 中島佳太郎
中島 佳太郎（なかじま けいたろう、2001年6月6日 - ）は、静岡県磐田市出身のプロサッカー選手。JFL・クリアソン新宿所属。ポジションはゴールキーパー（GK）。

## 来歴

### ユース時代
ジュビロ磐田U18でプレー。トップチームへの昇格が叶わなかったため、常葉大学に進学した。

### ジュビロ磐田
2023年4月20日、ユース時代の古巣であるジュビロ磐田に加入が内定した。

### 栃木SC
2023年12月29日、2024年シーズン栃木SCへ育成型期限付き移籍することが発表された。

### ジュビロ磐田復帰
2024年7月10日、ジュビロ磐田への復帰が発表された。

### クリアソン新宿
2024年12月27日、JFLに所属しているクリアソン新宿に期限付き移籍することが発表された。

## 所属クラブ
- ジュビロSS磐田
- 2014年 - 2016年 ジュビロ磐田U-15（磐田市立竜洋中学校）
- 2017年 - 2019年 ジュビロ磐田U-18
- 2020年 - 2023年 常葉大学
- 2024年 -  ジュビロ磐田
  - 2024年 - 同年7月  栃木SC（育成型期限付き移籍）
  - 2025年 -  クリアソン新宿 (期限付き移籍)

## 個人成績
| 国内大会個人成績 | 国内大会個人成績 | 国内大会個人成績 | 国内大会個人成績 | 国内大会個人成績 | 国内大会個人成績 | 国内大会個人成績 | 国内大会個人成績 | 国内大会個人成績 | 国内大会個人成績 | 国内大会個人成績 | 国内大会個人成績 |
| 年度             | クラブ           | 背番号           | リーグ           | リーグ戦         | リーグ戦         | リーグ杯         | リーグ杯         | オープン杯       | オープン杯       | 期間通算         | 期間通算         |
| 年度             | クラブ           | 背番号           | リーグ           | 出場             | 得点             | 出場             | 得点             | 出場             | 得点             | 出場             | 得点             |
| 日本             | 日本             | 日本             | 日本             | リーグ戦         | リーグ戦         | リーグ杯         | リーグ杯         | 天皇杯           | 天皇杯           | 期間通算         | 期間通算         |
| ---------------- | ---------------- | ---------------- | ---------------- | ---------------- | ---------------- | ---------------- | ---------------- | ---------------- | ---------------- | ---------------- | ---------------- |
| 2024             | 栃木             | 31               | J2               | 0                | 0                | 0                | 0                | 0                | 0                | 0                | 0                |
| 2024             | 磐田             | 51               | J1               | 0                | 0                | 0                | 0                | 0                | 0                | 0                | 0                |
| 2025             | 新宿             | 21               | JFL              |                  |                  | -                | -                |                  |                  |                  |                  |
| 通算             | 日本             | 日本             | J1               | 0                | 0                | 0                | 0                | 0                | 0                | 0                | 0                |
| 通算             | 日本             | 日本             | J2               | 0                | 0                | 0                | 0                | 0                | 0                | 0                | 0                |
| 通算             | 日本             | 日本             | JFL              |                  |                  | -                | -                |                  |                  |                  |                  |
| 総通算           | 総通算           | 総通算           | 総通算           | 0                | 0                | 0                | 0                | 0                | 0                | 0                | 0                |